# Tirari Desert
Tirari Desert är en öken i Australien. Den ligger i delstaten South Australia, omkring 720 kilometer norr om delstatshuvudstaden Adelaide.
Trakten runt Tirari Desert är ofruktbar med lite eller ingen växtlighet. Trakten runt Tirari Desert är nära nog obefolkad, med mindre än två invånare per kvadratkilometer. Genomsnittlig årsnederbörd är 169 millimeter. Den regnigaste månaden är februari, med i genomsnitt 58 mm nederbörd, och den torraste är juli, med 1 mm nederbörd.